# .my
Pour les articles homonymes, voir MY.
.my est le domaine de premier niveau national (country code top level domain : ccTLD) réservé à la Malaisie.  Il est introduit le 8 juin 1987 et est exploité par MyNIC Berhad.

## Description
Contrairement à d'autres ccTLD, les particuliers doivent être domiciliés en Malaisie et les entreprises doivent y être établies pour obtenir un .my. Si ce n'est pas le cas, la commande n'est possible que par l'intermédiaire d'un mandataire, ce qui reste dans la plupart des cas réservé aux clients professionnels. Jusqu'en 2007, les adresses ne pouvaient être commandées qu'au troisième niveau, sept domaines au total étaient disponibles, comme .com.my ou .net.my. Ce n'est que depuis le 1er novembre 2007 que les domaines de deuxième niveau sont possibles.
En raison des critères d'attribution stricts, la connexion d'un domaine peut prendre jusqu'à une semaine. Au total, un domaine .my peut comporter entre un et 40 caractères - pour la plupart des autres ccTLDs, la limite se situe entre trois et 63 caractères.[2] Depuis janvier 2011, l'utilisation de caractères spéciaux est possible grâce au punycode, alors qu'auparavant, seuls les caractères alphanumériques pouvaient être utilisés comme d'habitude.

## Domaines de second niveau
Le domaine de premier niveau .my est divisé en huit domaines de second niveau :
- .mon	-	pour les particuliers et les organisations malaisiennes
- .com.mon	-	pour organisation/activités commerciales
- .net.my	-	pour les organisations/activités liées au réseau
- .org.mon	-	pour les organisations/activités qui ne rentrent pas dans les autres catégories
- .edu.mon	-	pour les établissements d'enseignement malaisiens uniquement
- .gov.my	-	pour les organisations gouvernementales malaisiennes uniquement
- .mil.mon	-	pour les organisations militaires malaisiennes uniquement
- .nom.mon	-	pour l'usage personnel d'un particulier malaisien uniquement
- .biz.mon[6]  -	pour les micro, petites et moyennes entreprises